# Cyclamen graecum
Cyclamen graecum is een erg variabele soort die we aantreffen op de rotsachtige gronden en in de rotspuinen van Zuid-Griekenland (Peloponnesos) en de meeste Griekse eilanden (Saronische Eilanden, Sporaden, de eilanden van het Oost van de Egeïsche Zee, Kreta en Rodos). Deze cyclaam vindt men ook langs de zuidelijke kust van Turkije en op het noorden van Cyprus.

## Kenmerken

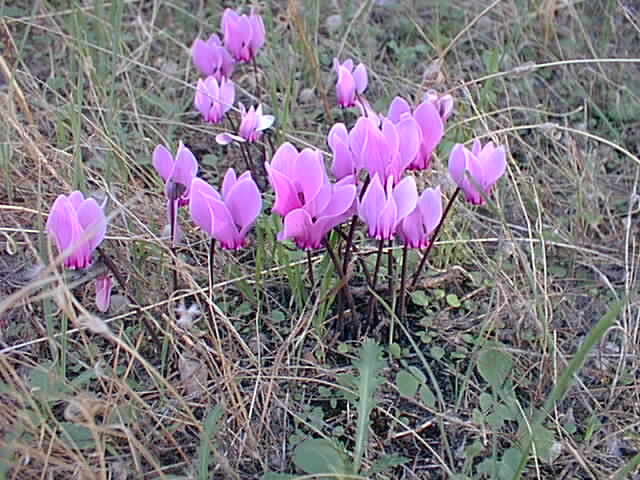
Cyclamen graecum op Spetses

De bloemen, die lijken op die van Cyclamen hederifolium, komen op het einde van de zomer uit, net iets voor of samen met de bladeren.
Naast de typische soort met roze bloemen met een meer donkere basis vinden we ook de ondersoort candicum Ietsw. met witte bloemen soms met roze schijn, en met meer uitgesproken oortjes aan de basis. Cyclamen graecum subsp. graecum f. album, afkomstig van de Peloponnesos, heeft witte bloemen zonder basale vlek. Het taxon uit Zuid-Turkije met meer rijzige bloemen, dat vroeger geclassificeerd werd als ondersoort anatolicum Ietsw., wordt thans beschouwd als een aparte soort, Cyclamen maritimum.
Bijzonder is dat de bloemsteel zich als een kurkentrekker oprolt vanaf het midden van de steel, in tegenstelling tot de meeste andere soorten waar dat gebeurt vanaf de top van de steel.
De bladeren van Cyclamen graecum zijn erg verschillend en mooi gedecoreerd met crèmekleurige, grijze of zilverachtige vlammen en tekeningen. De combinaties zijn hier eindeloos! ‘Glyfada’ en ‘Rhodopou’ zijn selecties met zilverkleurige bladeren.

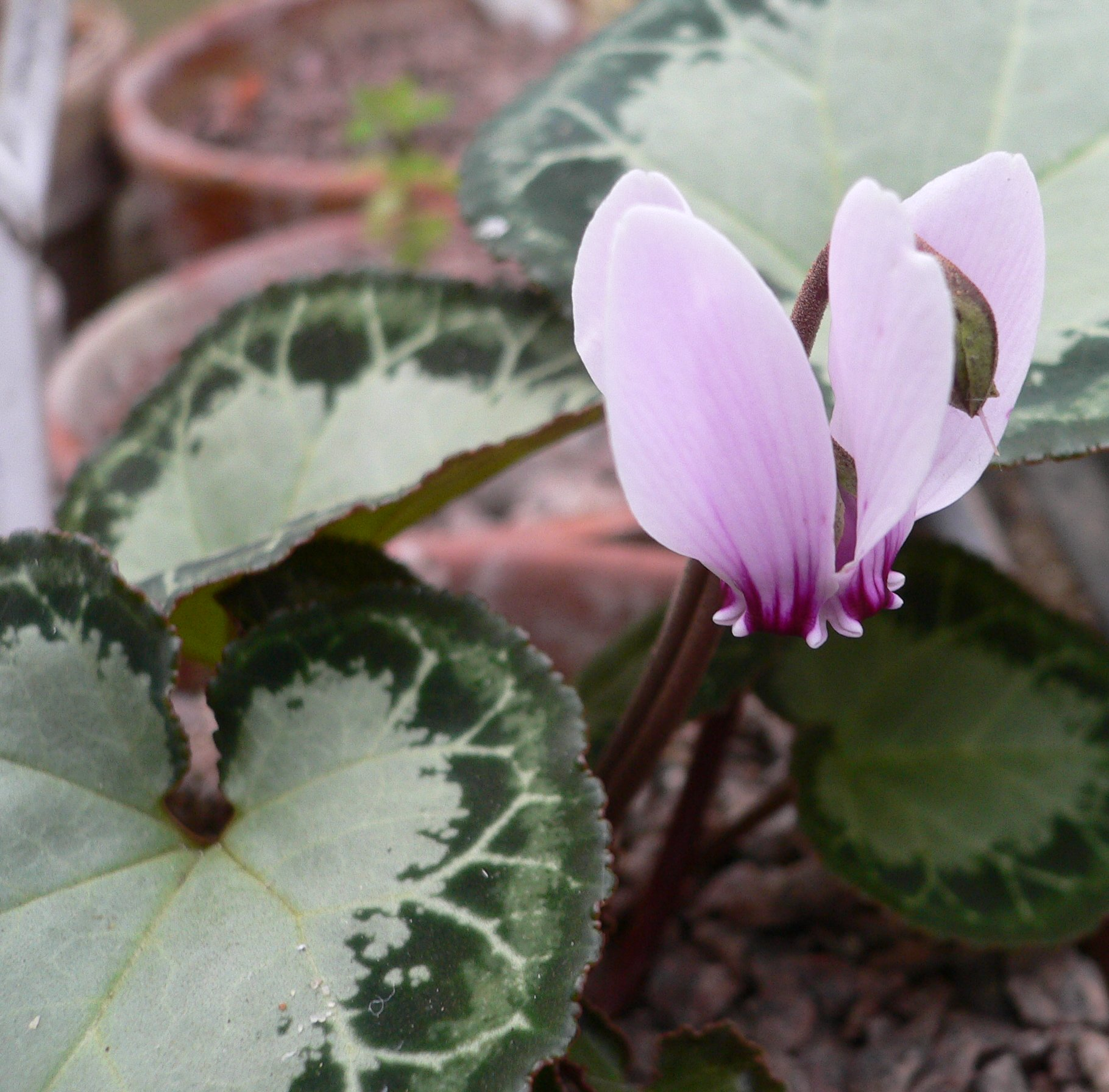
Bloem van Cyclamen graecum
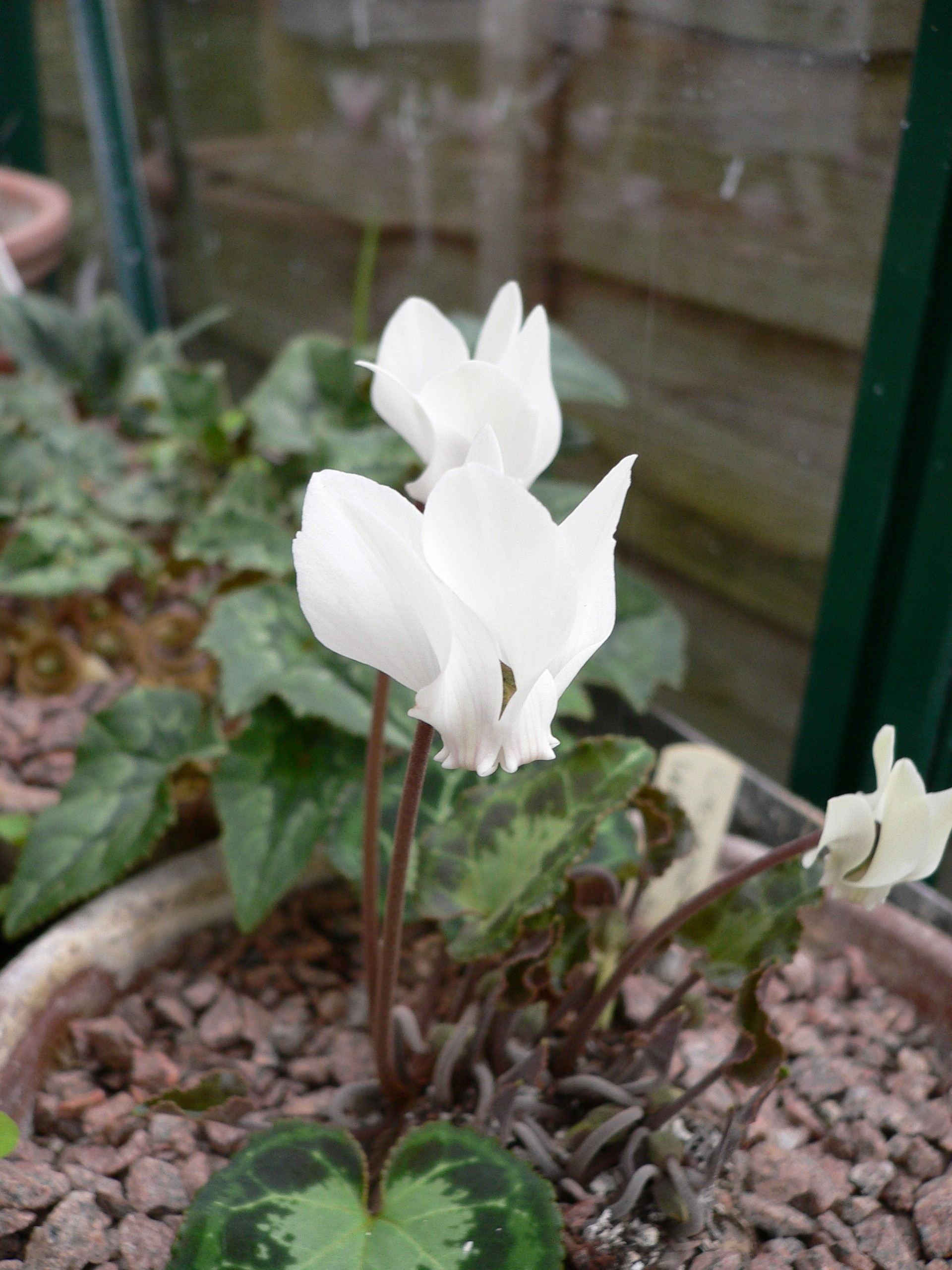
Cyclamen graecum f. album
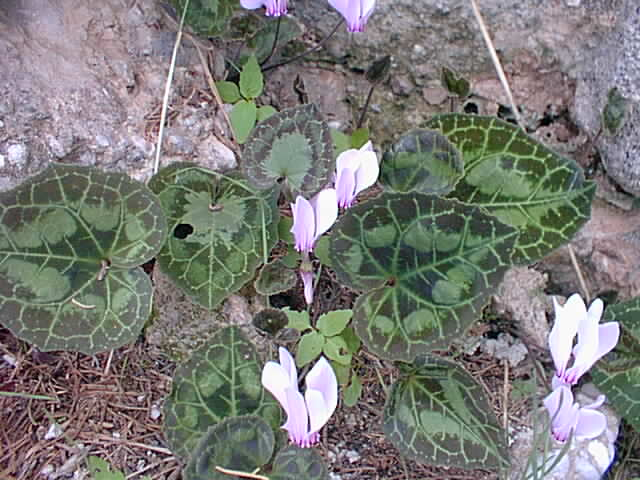
Cyclamen graecum op Spetses

## Cultuur
Cyclamen graecum heeft veel warmte nodig om goed te bloeien. Omdat de soort weinig winterhard is wordt deze soort best in een koude kas geplant.
... · 
C. abchasicum · 
C. africanum · 
C. alpinum · 
C. balearicum · 
C. cilicium · 
C. colchicum · 
C. coum (Rondbladige cyclaam) · 
C. creticum · 
C. cyprium · 
C. elegans · 
C. graecum · 
C. hederifolium (Napolitaanse cyclaam) · 
C. intaminatum · 
C. libanoticum · 
C. mirabile · 
C. persicum · 
C. pseudibericum · 
C. parviflorum · 
C. purpurascens (Alpenviooltje) · 
C. repandum · 
C. rhodium · 
C. rohlfsianum · 
C. somalense · 
...